# Louisville, Nebraska
Louisville är en ort i Cass County i Nebraska. Vid 2010 års folkräkning hade Louisville 1 106 invånare.